# Caicedo (Antioquia)
Pour les articles homonymes, voir Caicedo.
Caicedo est une municipalité de Colombie située dans le département d'Antioquia.
Elle s'étend sur 224 km2 et compte 7 669 habitants en 2005 (DANE).